# ساختمان هامبل اویل
ساختمان هامبل اویل، یک ساختمان اداری تاریخی می‌باشد که به سبک معماری رنسانس ایتالیایی طراحی شده است، این ساختمان در خیابان اصلی ۱۲۱۲ در هیوستون، تگزاس واقع شده و در فهرست ملی مکان‌های تاریخی ثبت شده است. این شرکت توسط شرکت نفت و پالایش هامبل اویل در سال ۱۹۲۱ ساخته شد. بخش برج در سال ۱۹۳۶ به ساختمان اضافه شد. این مجموعه ساختمانی از سال ۱۹۲۱ تا ۱۹۶۳ به عنوان دفتر مرکزی شرکت هامبل اویل استفاده می‌شد، تا این۹+که این شرکت به ساختمان فعلی اکسان موبیل در خیابان بل ۸۰۰ نقل مکان کرد. در سال ۲۰۰۳، مجموعه ساختمان‌های آن برای استفاده به عنوان ترکیبی از هتل و آپارتمان بازسازی شد، بخش آپارتمان در سال ۲۰۱۵ به اتاق‌های اضافی هتل تبدیل شد.

## تاریخچه
سازه اصلی این ساختمان ۹ طبقه نیمی از بلوک شهری بین خیابان اصلی و خیابان تراویس را اشغال می‌کرد و جلوی آن رو به خیابان پولک بود. این سازه اصلی توسط معماران برجسته نیویورکی کلینتون و راسل طراحی شده است و تقریباً ۱٫۲ میلیون دلار هزینه دارد. این بزرگ‌ترین ساختمان اداری در هیوستون در آن زمان بود که حدود ۱۹۶٬۰۰۰ فوت مربع (۱۸٬۲۰۰ متر مربع) وسعت دارد. در سال ۱۹۳۲ طی یک بازسازی، یک سیستم تهویه مطبوع مرکزی به ساختمان اضافه شد که اولین مورد در ساختمان‌های اداری هیوستون بود.
در سال ۱۹۹۷، مجموعه ساختمان توسط شرکت مرمت تاریخی خریداری شد و قصد داشت ساختمان‌ها را به یک هتل، آپارتمان و فضای خرده‌فروشی با کاربری مختلط تبدیل کند. این طرح‌ها در سال ۱۹۹۹ با وامی از شهر هیوستون به مبلغ ۴٫۶ میلیون دلار به منظور تشویق توسعه پیش رفت. این طرح‌ها در سال ۲۰۰۳ تکمیل شد و ساختمان به عنوان هتل کورت یارد ماریوت، هتل رزیدنس این و آپارتمان هامبل تاور افتتاح شد. این شامل ۳۶۰ اتاق هتل، ۸۲ آپارتمان «لوکس»، ۶٬۷۲۱ فوت مربع (۶۲۴٫۴ متر مربع) اتاق بود خرده فروشی سطح خیابان و یک گاراژ پارکینگ. در سال ۱۹۹۹ این ساختمان در فهرست ملی اماکن تاریخی تحت رده «احیای اواخر قرن ۱۹ و ۲۰» ثبت شد. بخش آپارتمان در سال ۲۰۱۵ به سومین هتل با مارک ماریوت تبدیل شد، یک سوئیت اسپرینگ هیل.